# Ga Khlong Bang Phai MRT
Ga Khlong Bang Phai (tiếng Thái: สถานีคลองบางไผ่, phát âm [sā.tʰǎː.nīː kʰlɔ̄ːŋ bāːŋ pʰàj]) là ga cuối của Bangkok MRT Tuyến Tím. Nằm trên Đường Kanchanaphisek, huyện Bang Bua Thong, tỉnh Nonthaburi. Depot của Tuyến Tsim nằm gần địa điểm này.
Ga Khlong Bang Phai (P1) nằm bên trên đường Kanchanapisek giữa khu vực Khlong Bang Phai và Khlong Thanon, phía Nam đường Chan Thong Lam. Kết cấu nhà ga ba tầng có đảo ke ga ở giữa, có chiều dài xấp xỉ 300 m (984 ft 3 in).
Đi về phía Đông là làng Rattanawadi village, và depot của MRT Tuyến Tím, nơi đặt xưởng bảo trì chính, trung tâm điều khiển hoạt động, điều hành hệ thống đường ray.
Nhà ga có bốn lối vào trên đường Kanchanaphisek.

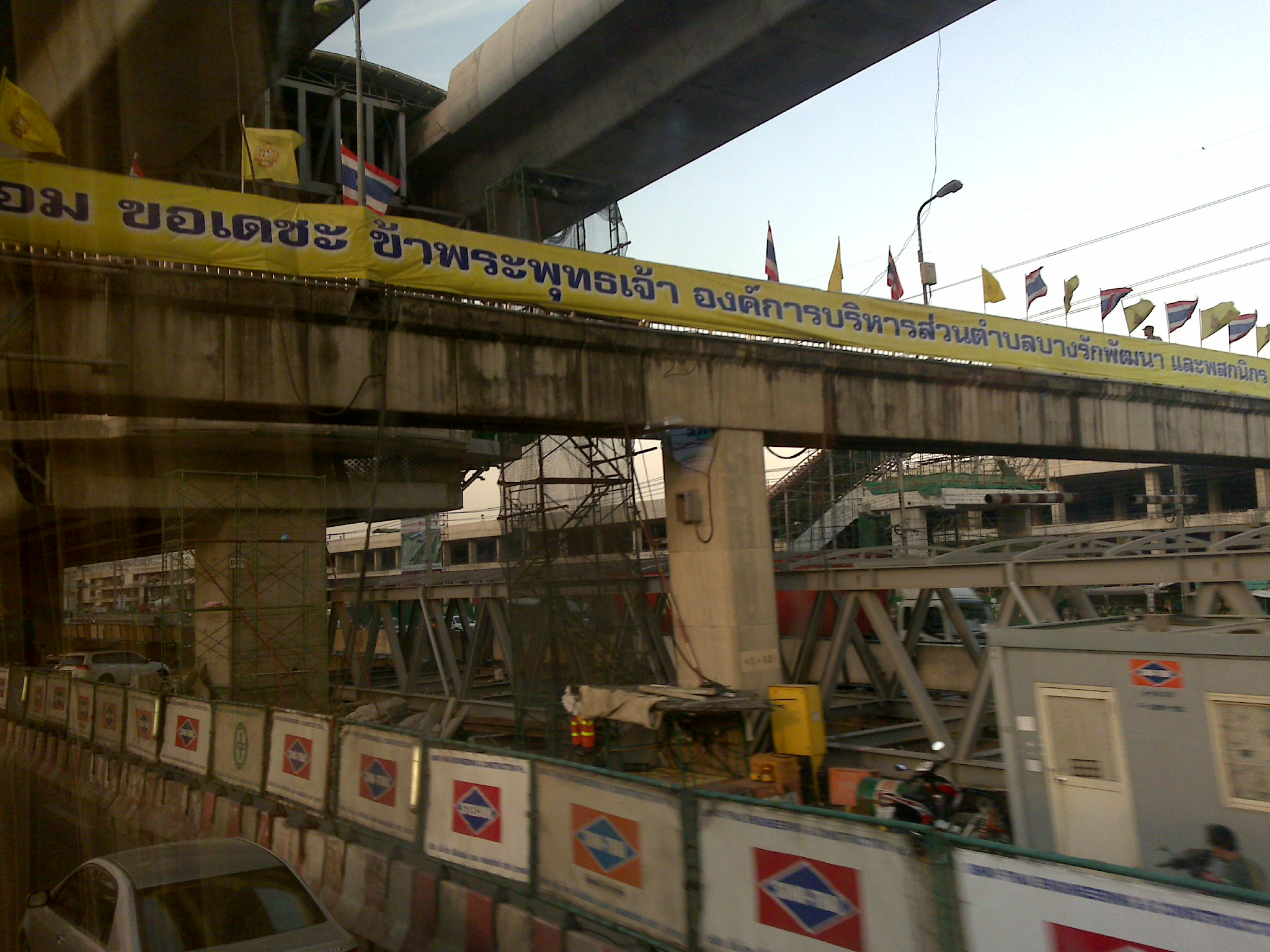
Nhà ga xây dựng vào năm 2013

## Hình ảnh

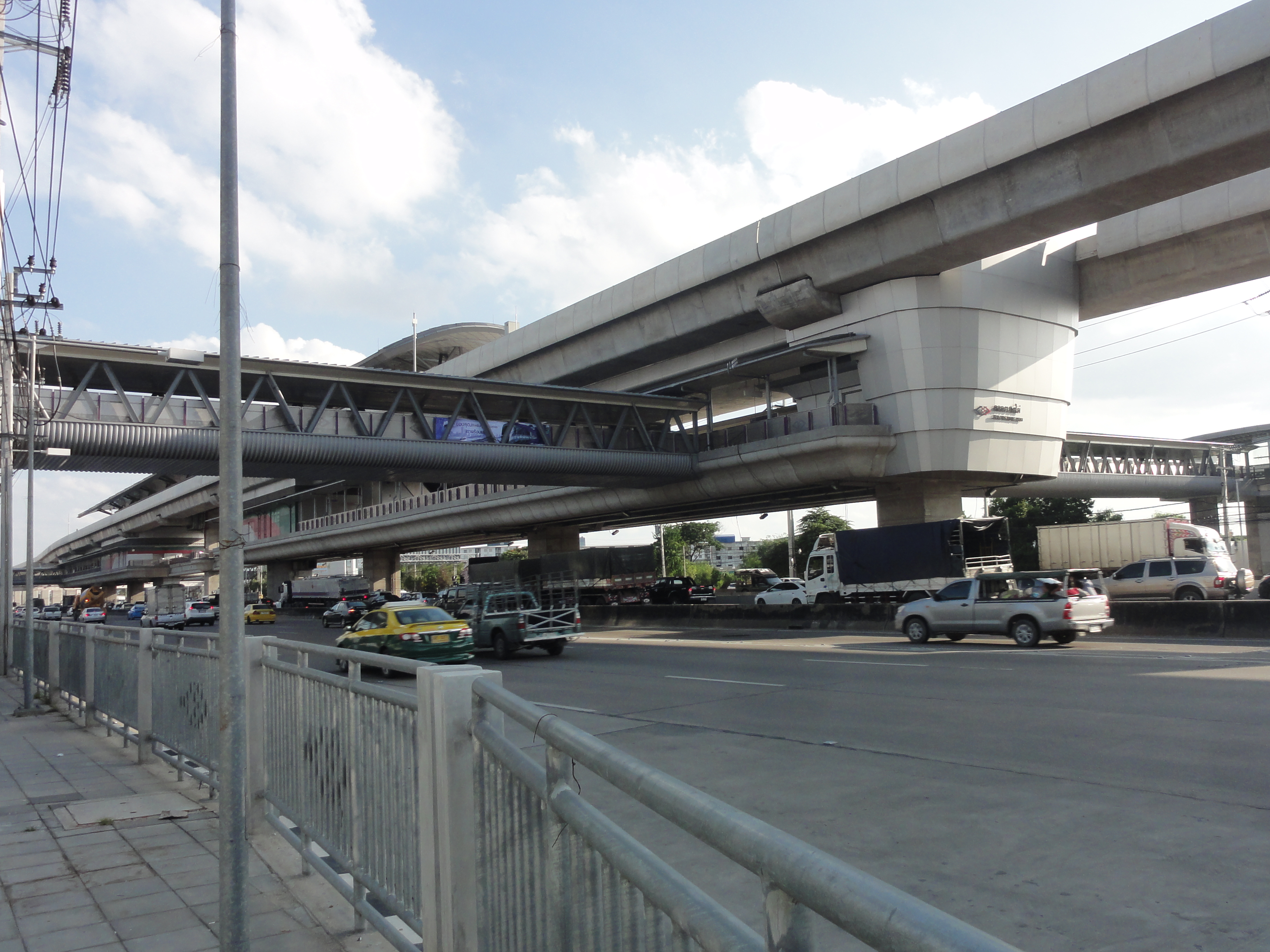
Bên ngoài nhà ga
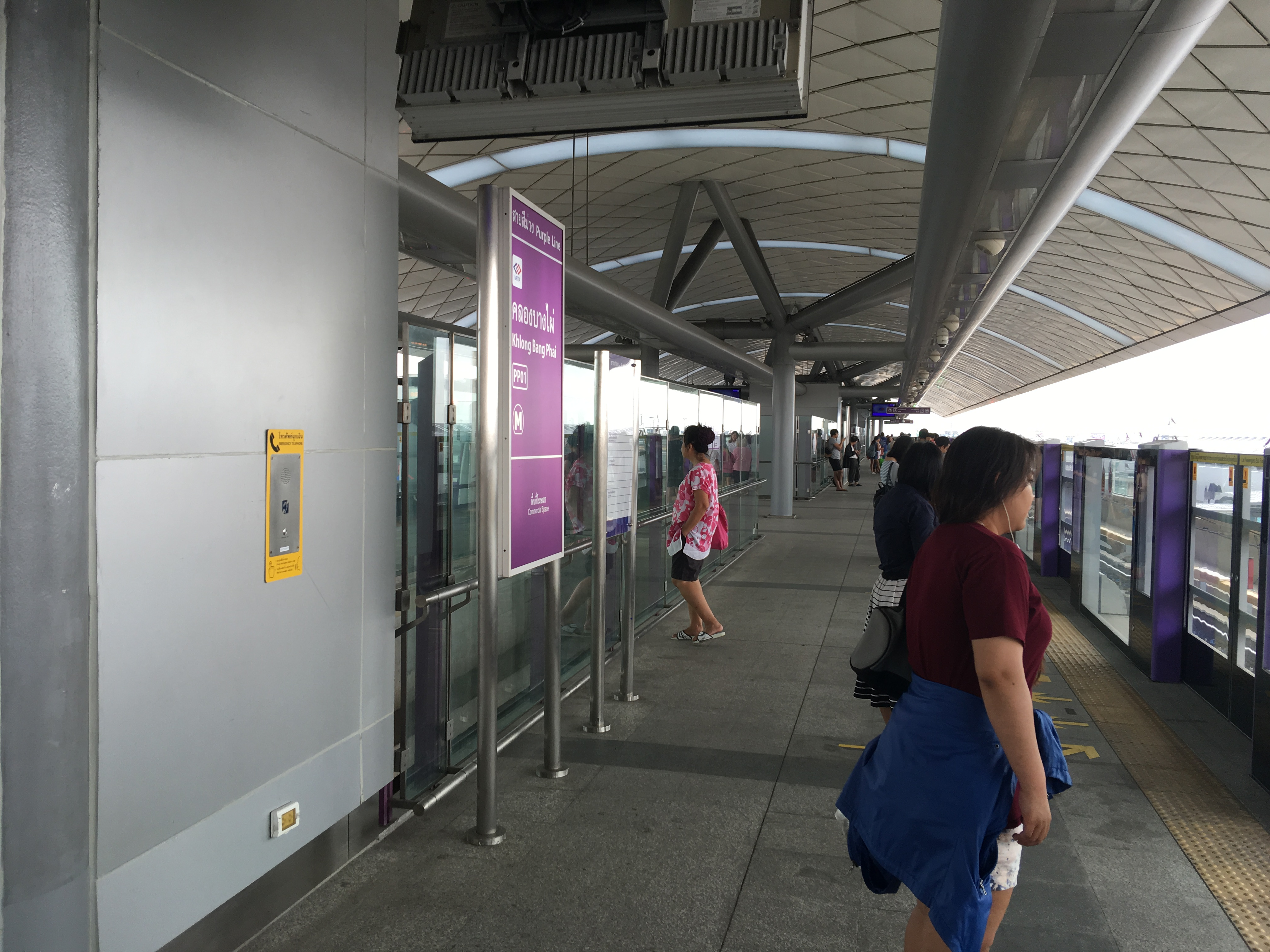
Ke ga
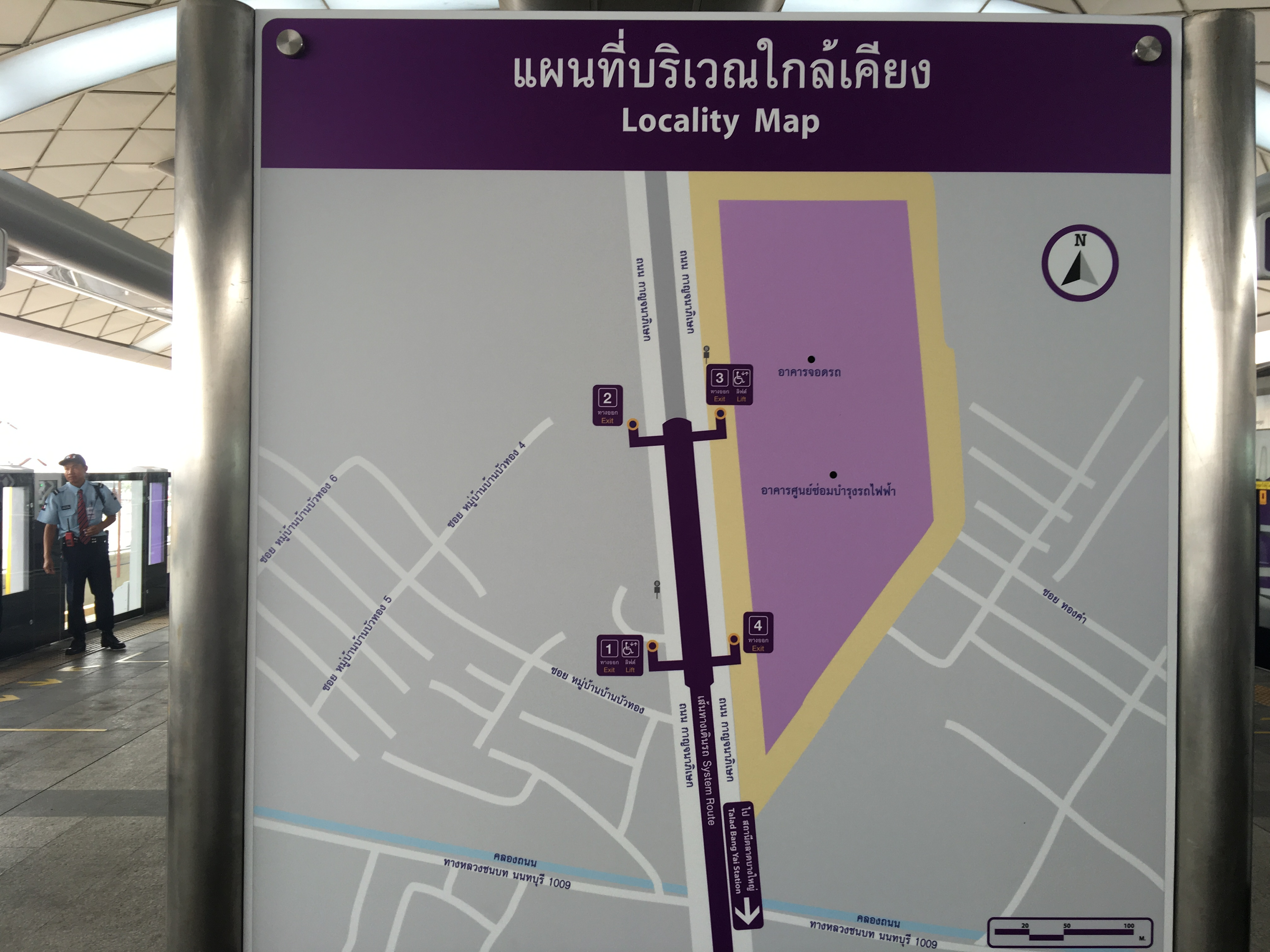
Bảng đồ địa điểm
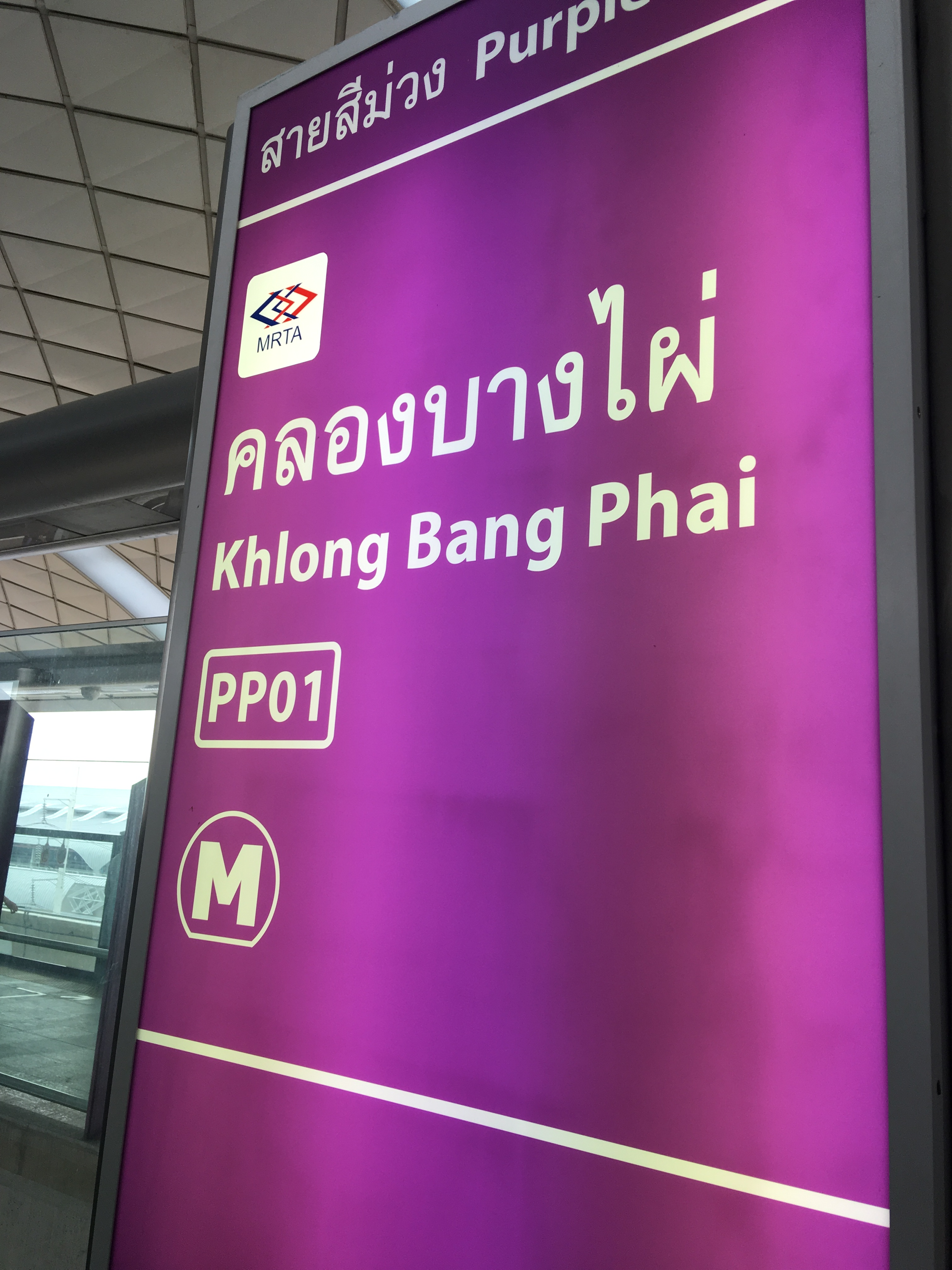
Tên bảng hiệu
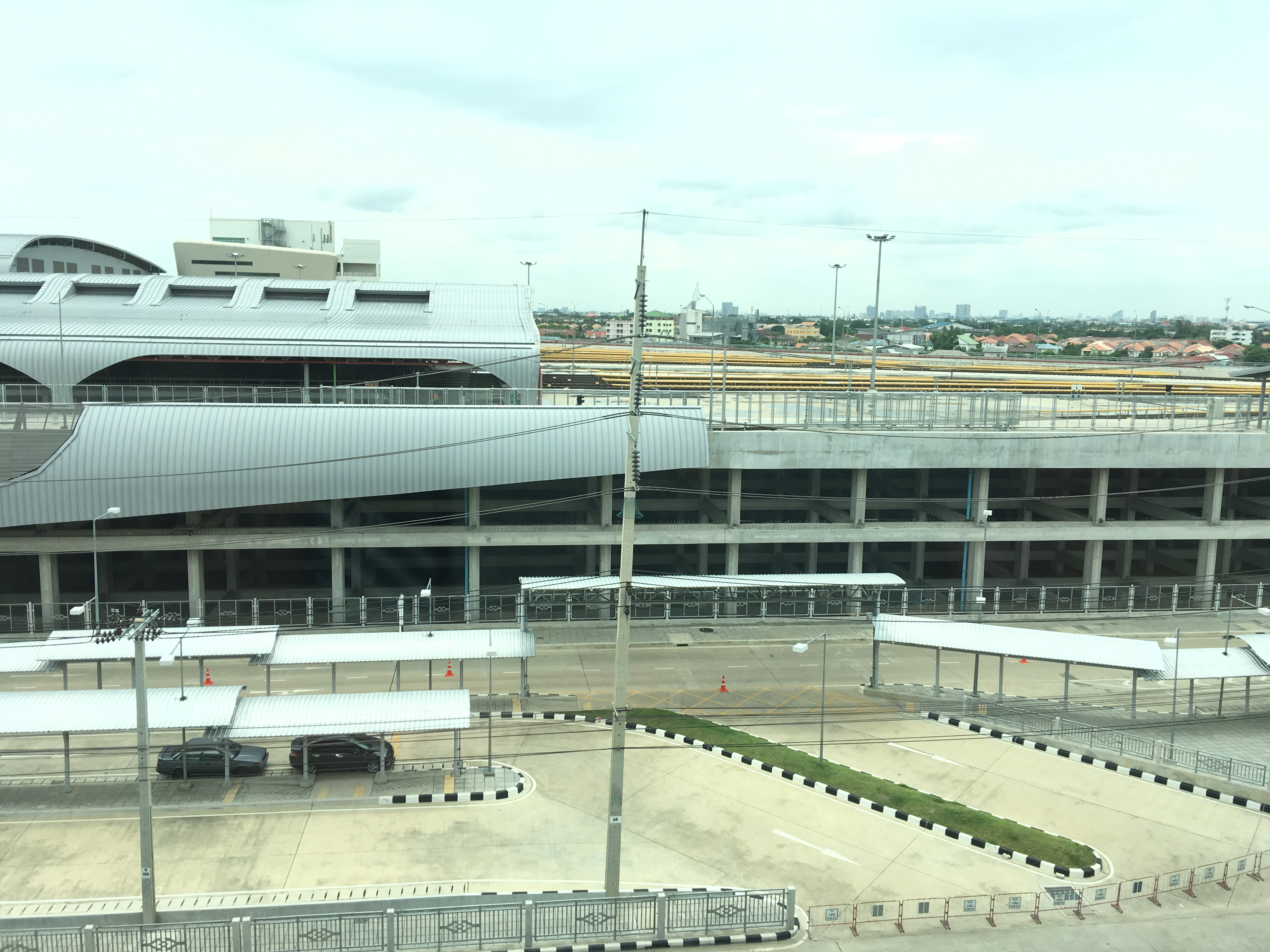
Depot và bãi đậu xe
Bảng hiệu ga Khlong Bang Phai